# Espel (Westfalen)
Espel ist der kleinste Ortsteil der Gemeinde Recke. Er befindet sich im südlichen Gemeindegebiet an der Grenze zur Nachbargemeinde Mettingen.

## Geographie
Espel liegt südlich des Ortskerns von Recke und östlich vom Recker Ortsteil Steinbeck. Im Osten grenzt der Mettinger Ortsteil Schlickelde und im Süden der Ibbenbürener Stadtteil Bockraden an. Der Mühlenbach fließt von der Ibbenbürener Bergplatte kommend an der Siedlungslage vorbei in Richtung der Recker Aa.
Die Recker Aa fließt aus Mettingen kommend durch den östlichen Teil von Espel und unterquert hier mit einem Düker den Mittellandkanal.

## Geschichte
Die Megalithanlagen von Espel (Espel I und II) liegen in Recke.
Am 24. September 1949 stürzte eine De Havilland DH.100 Vampire der Royal Air Force in der Nähe der Ziegelei ab. Der Pilot des auf dem RAF Gütersloh gestartetem Flugzeugs kam bei dem Unglück ums Leben.

## Einwohnerentwicklung

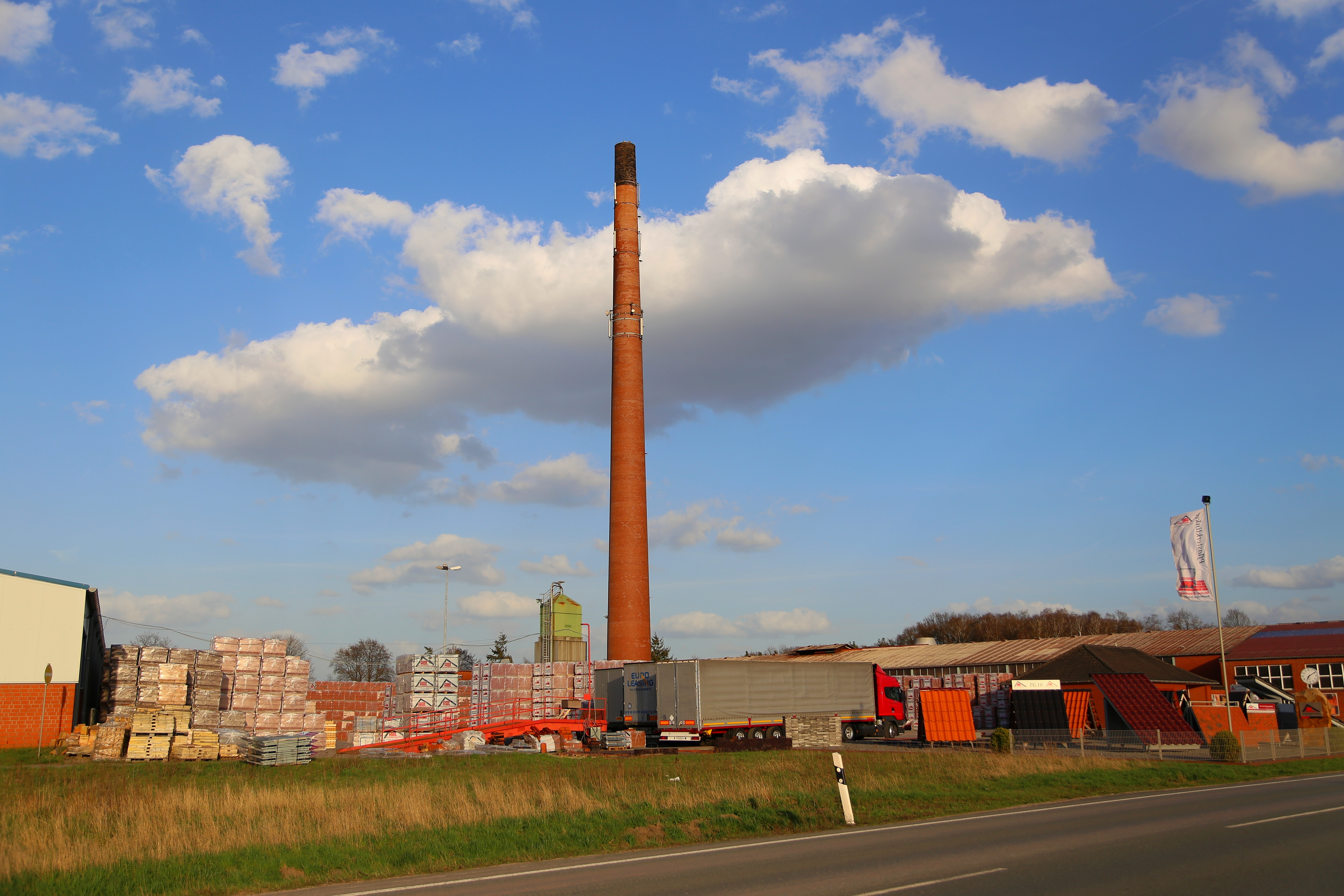
Ziegelei der ABC-Klinkerwerke

| Datum      | Einwohner |
| ---------- | --------- |
| 31.12.1990 | 1.300     |
| 31.12.1993 | 1.289     |
| 31.12.1998 | 1.220     |
| 31.12.2013 | 1.122     |
| 31.12.2015 | 1.168     |

## Infrastruktur
Im Ortsteil befinden sich das Ziegelwerk Recke der ABC-Klinkergruppe. Ebenfalls im Ortsgebiet ist das Sägewerk Vossbeck ansässig. Die in Espel befindliche Don-Bosco-Schule ist eine Förderschule mit dem Schwerpunkt für Geistige Entwicklung.

### Verkehr

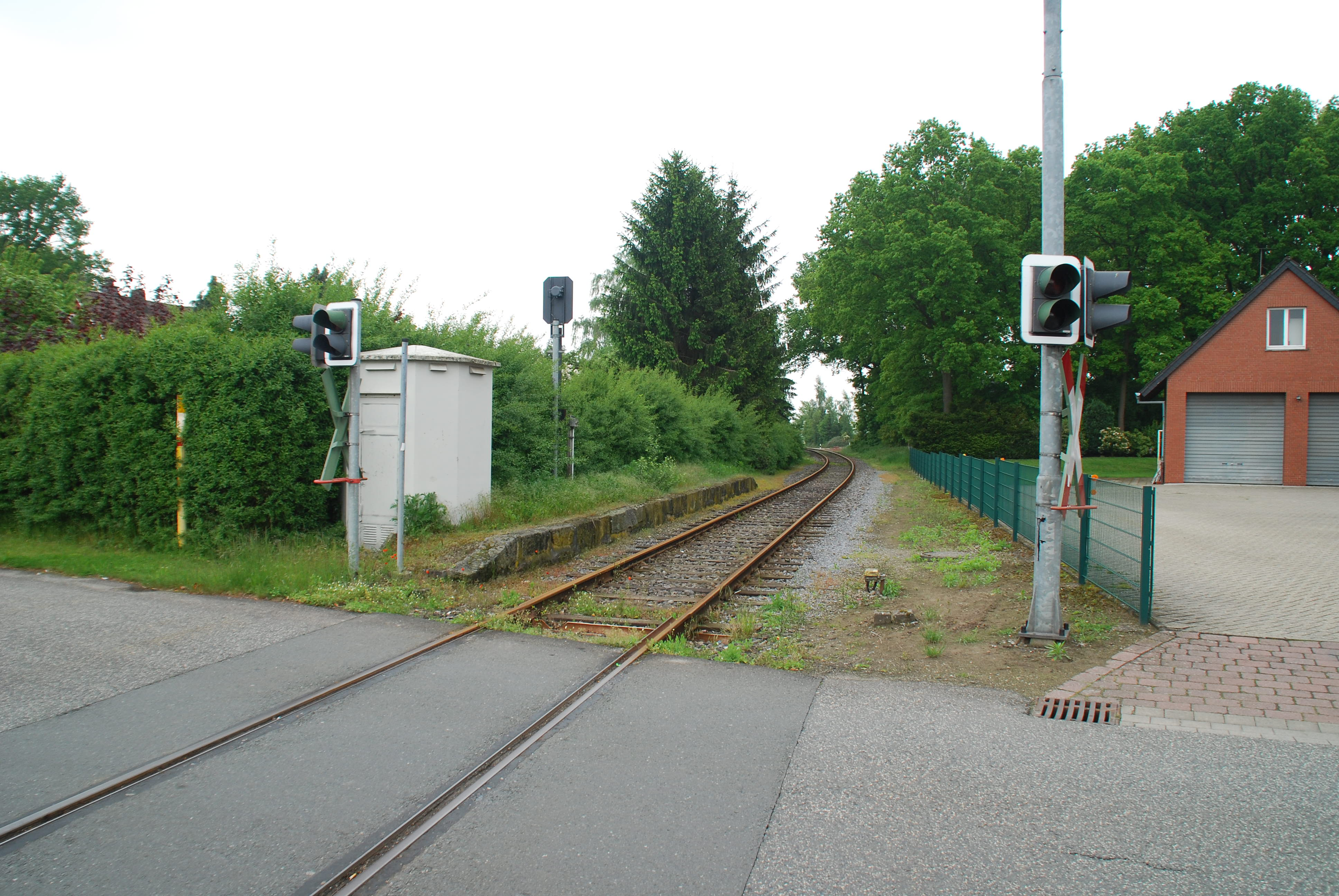
Ehemaliger Haltepunkt an der Tecklenburger Nordbahn

Durch den Ortsteil verläuft die Landstraße 599, die von Hopsten kommend in Richtung Osnabrück verläuft.
Ebenfalls verläuft die Tecklenburger Nordbahn durch Espel. Bis zur Einstellung des Personenverkehrs auf der Bahnstrecke befand sich der Haltepunkt Oberspel im Ortsteil. Durch die geplante Reaktivierung der Bahnstrecke könnte auch der Haltepunkt wieder in Betrieb gehen.
Nördlich in Richtung Recke verläuft der Mittellandkanal teilweise durch das Gebiet des Ortsteils.